# Bahnagent
Ein Bahnagent, auch Güteragent, ist ein selbständiger Gewerbetreibender, der im Auftrag einer Eisenbahngesellschaft gegen ein monatliches Fixum die verkehrsdienstlichen Arbeiten in einer Betriebsstelle übernimmt.

## Geschichte
Die Bahnagenturen entstanden mit dem Aufkommen der Nebenbahnen. Bei der meist geringen Rentabilität dieser Bahnen war es für die Eisenbahnen auf Stationen mit geringem Verkehrsaufkommen unwirtschaftlich, diese mit fest angestellten Bediensteten zu besetzen. Das Problem wurde durch den Einsatz von Bahnagenten gelöst, die für die Bahn wesentlich billiger waren, da sie diese Funktion nebenberuflich ausübten. Mit dem Niedergang der Nebenbahnen wurden vor allem nach dem Zweiten Weltkrieg viele bis dahin selbständige Bahnhöfe zu Agenturen herabgestuft, andererseits wurden Agenturen durch Streckenstilllegungen oder anderweitige Rationalisierung aufgehoben. Mit der Aufgabe des Stück- und Expressgutverkehrs und dem Rückzug des Einzelwagenverkehrs aus der Fläche sind in den letzten Jahren auch die meisten Agenturen verschwunden.

## Aufgaben eines Bahnagenten
Die Aufgaben eines Bahnagenten sind im Agenturvertrag geregelt und in erster Linie verkehrsdienstlicher Natur. Sie umfassen die Abfertigung von Wagenladungen, Stück- und Expressgut und den Verkauf von Fahrkarten sowie die in diesem Zusammenhang anfallenden Verwaltungsarbeiten wie Kassenführung und Abrechnung. Oft wurden auch andere Arbeiten wie das Anzünden der Laternen oder die Schneeräumung durch den Agenten ausgeübt. Betriebliche Funktionen waren mit der Agentur in der Regel nicht verbunden, es kam aber vor, dass ein Agent in Personalunion im Betriebsdienst z. B. als Schrankenwärter tätig war.
Einige Haltestellen wurden in der Nähe von Gastwirtschaften angelegt. Der Gastwirt stellte in solchen Fällen oft gegen Entgelt die Gaststube als Warteraum zur Verfügung und verkaufte dort als Bahnagent die Fahrkarten.

## Agenten bei der Deutschen Reichsbahn (1920–1945)
Die Agenturverträge der Deutschen Reichsbahn waren Standardverträge, die sich im Laufe der Zeit wenig änderten. Die Abrechnungen des Agenten erfolgten an einer im Agenturvertrag bestimmten Mutterstation. Obwohl selbständig, waren Agenten über die Eisenbahn renten- und krankenversichert und erhielten Freifahrtscheine. Die Urlaubs- und Ferienregelungen der Reichsbahn griffen nicht für Agenten, diese hatten abgesehen von 14 bezahlten freien Tagen an allen Wochentagen Dienst und mussten im Falle einer Verhinderung selbst für eine Vertretung – meist war dies ein Angehöriger – sorgen. Wenn die Vertretung von der Bahn gestellt wurde, mussten die Agenten selbst für deren Lohn aufkommen. Verbrauchsmaterial und Arbeitsmittel wurden von der Bahn gestellt. Die Kündigungsfrist betrug drei Monate, bei Aufhebung der Agentur oder erheblichen Vertragsverletzungen des Agenten gab es keine Fristen. Nach dem Ende der Inflation betrug die Jahresvergütung für Agenten 1800 RM, durch verschiedene Notverordnungen wurde diese zeitgleich mit Lohnkürzungen bei den Beschäftigten der Reichsbahn schrittweise auf 1440 RM gekürzt.

## Schweiz
Viele Bahnhöfe wurden automatisiert, so dass heute keine Bahnhofvorsteher mehr vor Ort sind. Mehrfach etablierten sich dort private Unternehmungen, vor allem Reisebüros, die auch für den Verkauf von Fahrausweisen ermächtigt sind. Eine Berufsbezeichnung für die zuständigen Unternehmer lautet «Stationshalter».